# Петър Йотов
Петър Георгиев Йотов е български революционер, деец на Вътрешната македоно-одринска революционна организация.

## Биография
Петър Йотов е роден в 1872 година в кукушкото село Драгомирци. Умира 1964 в Пловдив. В 1892 година влиза във ВМОРО и първоначално до 1902 година служи като куриер на четата на Трайко Минков Йотов в Кукушкия район, когото и укрива. Три пъти е арестуван и бит от властите. Също така работи с четите на Христо Чернопеев и Глигор Тотито. В 1903 година, когато четата на Трайко Йотов е открита край Драгомирци, Петър Йотов се присъединява към нея и се нея участва в избухналото няколко дена по-късно Илинденско-Преображенско въстание. Към четата на Йотов се присъединява и тази на Кръстьо Асенов. Сборната чета от 100 души при избухването на въстанието е в Постолар, където е обградена от войска. След еднодневно сражение с няколко убити четници, въстаниците пробиват обсадата и напускат селото. След това прекъсват телефоните и бомбардират влака от Солун за Кукуш. След два дни се сражават край Коджамарлийското езеро с многобройна турска войска и са принудени да се скрият в Арджанското езеро, където са обсадени. След дванадесет дена без храна четата излиза на бой оставихме неколко жертви. Четата се оттегля в Кожух планина. Петър Йотов и още един четник са оставени да се грижат за ранените. През ноември 1903 година ръководството нарежда всички чети да се изтеглят към Свободна България. Йотов обаче остава в Кукушко, за да поддържа духа на населението.
По-късно се оттегля в Свободна България. Връща се в Македония след Младотурската революция. При избухването на Балканската война в 1912 година, четата на Йотов, повече от 200 души, напада град Кукуш и превзема казармата и управлението. След два дни пристига българската войска.След Междусъюзническата война в 1913 година, се установява в Свободна България.
На 19 февруари 1943 година, като жител на Пловдив, подава молба за българска народна пенсия, която е одобрена и пенсията е отпусната от Министерския съвет на Царство България.